# استانیسلاف پتوخوف
استانیسلاف پتوخوف (انگلیسی: Stanislav Petukhov؛ زادهٔ ۱۹ اوت ۱۹۳۷) بازیکن هاکی روی یخ اهل اتحاد جماهیر شوروی سوسیالیستی بود.